# Scatonomus fasciculatus
Scatonomus fasciculatus là một loài bọ cánh cứng trong họ Bọ hung (Scarabaeidae).